# Сана
Сана је ријека у сјеверозападном дијелу Босне и Херцеговине. Извире у општини Рибник, дуга је 146 km, са површином слива од 3370 km². Улијева се у ријеку Уну, код Новог Града. 
Легенда каже да су јој име дали још стари Латини због њеног љековитог дејства и чистоће (лат. sano, sanare = лијечити).
Сана настаје од три јака крашка врела, на висоравни код села Доња Пецка и Јасенови Потоци, и крака под именом Корана. Након отприлике 1,5 km, испод Трбовог дола, три врела се спајају у један ток.

## Ток

### Извор—Кључ
У горњем току, од извора па све до Кључа, Сана је веома хладна и чиста ријека. Сана се у доњем дијелу тока може окарактерисати као крашка ријека, али не у толикој мјери колико остале крашке ријеке, као нпр. Уна.

### Кључ—Сански Мост
У овом дијелу тока Сана се може окарактерисати као прелазна ријека, јер током од Кључа према Санском Мосту има све мање одлика крашке ријеке. У том дијелу тока, у мјесту Врхпоље, Сана прима своју највећу притока, ријеку Саницу која дотиче из правца Грмеча.

### Сански Мост—Приједор
Од извора, до Санског Моста дужина тока износи 72 km, а разлика надморске висине је 262,52 м. Остатак пада, од Санског Моста, кроз Приједор, до Новог Града, износи 41,21 м. Од Санског Моста па даље, Сана губи све одлике крашке ријеке и поприма одлике нормалног ријечног тока.

### Приједор—Нови Град
Све до Приједора, ток ријеке Сане задржава правац од југа према сјеверу. У Приједору Сана прави угао од тачно 90 степени и отиче на запад према Новом Граду. 300 m прије него што промјени ток према западу, у Сану се улијева њена десна притока Гомјеница.
До рата у БиХ, фабрика папира у Приједору, Целпак, испуштала је отпадне воде на изласку Сане из града, тако да се даљи ток ријеке, до Новог Града, сматрао загађеним. У рату и након рата, па све до данас, фабрика је угашена, а испуштање отпадних вода одвија се у много мањој мјери.
У другој половини тока између Приједора и Новог Града, Сана представља границу између два историјска региона, Поткозарја и Подгрмеча.
На самом улазу у Нови Град налази се и ушће Сане у Уну.